# L'Audacieux (contre-torpilleur)
L'Audacieux est l'un des six contre-torpilleurs de la Marine nationale française de la classe Le Fantasque construits dans les années 1930.

## Historique
Il est admis au service actif le 8 août 1936 au sein de la 10e division légère (10e DL), unité de la 2e escadre légère qu’il forme avec ses sister-ships Le Terrible et Le Fantasque.
Comme toutes les divisions légères équipées de contre-torpilleurs, la 10e DL devient le 12 avril 1937 la 10e DCT avec toujours Brest pour port d’attache.
Lorsque la guerre éclate en septembre 1939, la 10e DCT intègre la Force de Raid qui regroupe les navires les plus modernes de la marine. Concentrée dans l’Atlantique, elle participe à la traque des raiders allemands (notamment le Graf Spee), la 10e DCT étant détachée jusqu'en janvier 1940 à Dakar.
En mars 1940, le navire participe à des patrouilles anti-sous-marines en Méditerranée depuis sa base de Casablanca. En mai 1940, L'Audacieux est attaqué à plusieurs reprises par des avions allemands sans être touché. Le 29 mai, après avoir pris part à l'opération Dynamo, L'Audacieux est abordé par les torpilleurs Frondeur et Boulonnais au large de Dunkerque. Il est en réparation à Brest jusqu'au 13 juin. Le 18 juin, il patrouille au large de Cherbourg en compagnie des Léopard et Courbet. Le 3 juillet, L'Audacieux participe à l' attaque de Mers-el-Kebir, engageant des avions britanniques. Il tenta de lancer des attaques à la torpille contre des unités de la flotte britannique, mais fit demi-tour afin de couvrir le Strasbourg qui fait route vers Toulon. Le 23 septembre 1940, lors de la bataille de Dakar, il est envoyé vers 16 h 30 reconnaître des navires de transport devant Rufisque. Engagé à 3 600 mètres par le croiseur HMAS Australia, il encaisse les 2e et 3e salve sur la passerelle qui est totalement détruite. Une torpille stockée sur le pont explose et créé une brèche dans la coque sur bâbord. La soute à mazout avant prend feu et la totalité du navire flambe rapidement. L'évacuation est ordonnée bien que les pièces de 138 mm avant continuent à tirer (elles épuiseront leurs munitions). Les survivants sont recueillis en fin d'après-midi. L'équipage compte 81 morts ou disparus et un grand nombre de blessés. L'épave dérive lentement et s'échoue sur la plage de Bargny où elle brûle durant 2 jours.
Considéré comme irrécupérable, il est rayé de la liste le 17 décembre 1940. Sont récupérés à bord des éléments pour assurer la maintenance des autres navires de la classe. Il est décidé de le déséchouer et de le remorquer à Dakar ; l'opération a lieu le 11 mars 1941. Après expertise, il s'avère qu'il pourrait être réparé, mais que l'arsenal de Dakar n'est pas en mesure d'effectuer les travaux. La remise en état de la chaufferie arrière et des machines est néanmoins décidée, ainsi que le colmatage des dégâts de la coque.
À la mi-juin 1942, L'Audacieux effectue ses premiers essais. Dès qu'il est considéré en état de naviguer, il est décidé de l'envoyer à Bizerte. Il appareille de Dakar le 7 août 1942 et franchit le détroit de Gibraltar le 18 après une escale à Casablanca. Interrogé par le sémaphore anglais de Gibraltar, il répond « Bâtiment de guerre français L'Audacieux que vous avez coulé à Dakar ». Il subit une avarie de machine avant, mais rallie Bizerte le 22 août. Désarmé, il est placé en gardiennage d'armistice.
L'Audacieux est encore au bassin lors de l'occupation de Bizerte par les allemands en novembre 1942. Il est capturé par ceux-ci le 27 novembre, jour du sabordage de la flotte française à Toulon. Rebaptisé ZF5, le contre-torpilleur est remorqué jusqu'à Bizerte le 4 mai 1943 afin d'y être réparé, avant d'être détruit par des avions britanniques trois jours plus tard. À la libération du port en mai 1943, il est retrouvé coulé, définitivement irréparable. Il est renfloué en décembre 1943 et sert de stock de pièce pour ses sister-ships. Il est vendu en août 1948 pour démolition à Sfax.